# Frères Quay
Pour les articles homonymes, voir Quay.
 (mars 2022).
Si vous disposez d'ouvrages ou d'articles de référence ou si vous connaissez des sites web de qualité traitant du thème abordé ici, merci de compléter l'article en donnant les références utiles à sa vérifiabilité et en les liant à la section « Notes et références ».
Les frères Quay (Brothers Quay ou Quay Brothers en anglais) sont des jumeaux américains, nés en 1947 à Philadelphie.
Stephen Quay est un réalisateur, acteur, scénariste, directeur de la photographie et animateur.
Timothy Quay est un réalisateur, scénariste, directeur de la photographie et animateur.
Ils sont spécialisés dans le court métrage d'animation qu'ils ont influencé. Leur studio se trouve à Londres où ils résident. Ils travaillent pour la publicité (Nikon, Coca-Cola,…), la musique (le clip Sledge Hammer de Peter Gabriel) ou la télévision (MTV).
Stephen et Timothy Quay sont de grands admirateurs de Jan Švankmajer à qui ils ont dédié un de leurs courts métrages : The Cabinet of Jan Švankmajer (1984).

## Biographie
Les frères Quay grandissent à Norristown en Pennsylvanie et s'inscrivent au Philadelphia College of Art, une école en illustration. C’est pendant cette période dans cette école qu’ils voient pour la première fois les films de Bunuel, Dreyer, Tarkovski et Bergman dans les cours consacrés au cinéma. Ils décident alors de réaliser eux-mêmes quelques courts métrages de fiction et deux films d'animation utilisant comme procédé des collages. Après l'obtention de leur diplôme en 1969, ils s'inscrivent au Royal College of Art de Londres et réalisent à cette époque trois petits films d'animation : Der Loop der Loop, Il Duetto et Palais en flammes.
Les Quay montrent un goût particulier pour les influences ésotériques. Ils commencent avec les animateurs polonais Walerian Borowczyk et Jan Lenica et continuent ensuite avec les écrivains Franz Kafka, Bruno Schulz, Robert Walser et Michel de Ghelderode, Wladyslaw Starewicz et Richard Teschner et les compositeurs Leoš Janáček, Zdeněk Liška et Leszek Jankowski. Ce dernier a orchestré une grande partie de ses compositions pour les frères Quay.
Ils travaillent plus tard comme graphistes aux Pays-Bas, où ils vont faire une rencontre déterminante : Keith Griffiths, un autre étudiant du Royal College of Art, qui travaille pour le British Film Institute et les poussera à mettre en scène, en 1979, un film de marionnettes intitulé Nocturna Artificiala. Il produira tous leurs films. Une fois cette animation terminée, les frères Quay créèrent leur propre société de production avec le producteur Keith Griffiths, la Koninck, grâce à laquelle ils réaliseront quelques documentaires dont Le Cabinet de Jan Svankmajer (1984), commandité par Channel Four, ainsi que des courts métrages sur Igor Stravinsky : The Paris Years en 1983 ou encore l'Art de l'anamorphose (De Artificiali Perspectiva) en 1991. La Koninck résidera dans le sud de Londres dans la ville de Southwark. 
La plupart de leurs films sont réalisés dans une ambiance sombre, lunatique. Leur travail le plus connu est Street of Crocodiles (en), basé sur une nouvelle de l’auteur polonais et artiste Bruno Schulz. Ce film a été sélectionné par le réalisateur et animateur Terry Gilliam comme l’un des 10 meilleurs films d’animation de tous les temps. Ils ont aussi dirigé une séquence d’animation dans le film Frida. 
Malgré quelques exceptions, leurs films ne possèdent que de petits dialogues, beaucoup n’en possèdent pas comme The Comb (1990) qui inclut un fond de multi-langage de charabia. 
Leurs films dépendent beaucoup de leurs compositions musicales, dont la plupart furent écrites spécialement pour eux par le compositeur polonais Leszek Jankowski. En 2000, ils vont contribuer à un court métrage de la série Sound On Film de la BBC dans lequel ils mettent en image une pièce de 20 minute écrite par le compositeur Karlheinz Stockhausen. Dès qu’ils le peuvent, les frères Quay préfèrent travailler avec de la musique pré-enregistrée.
Ils ont aussi créé des musiques de vidéos pour His Name Is Alive (Are We Still Married, Can't Go Wrong Without You), Michael Penn (Long Way Down (Look What the Cat Drug In)) et 16 Horsepower (Black Soul Choir).
Beaucoup de personnes pensent que les Quay sont responsables de plusieurs clips. Ceux de Tool pour Sober et Prison Sex ont en fait été créés par Fred Stuhr et Adam Jones qui travaillent sous l’influence des frères Quay. Et bien que ces derniers aient travaillé sur la vidéo Sledgehammer (1986) de Peter Gabriel comme animateurs, ce projet a été dirigé par Stephen R. Johnson (en) et ils n’ont pas été satisfaits de sa contribution, estimant qu’il imitait trop le travail de Švankmajer. 
Parallèlement à leur carrière de cinéastes, les frères Quay créent des décors pour le théâtre, des productions d’opéra dirigées par Richard Jones : The Love for Three Oranges de Prokofiev, A Flea in Her Ear de Feydeau, Mazeppa de Tchaikovsky, et la pièce de théâtre de Molière Le Bourgeois gentilhomme. Ils créent aussi des décors pour The Chairs de Ionesco qui a été nommée aux Tony Awards en 1998. Ils réalisent aussi des intermèdes pour des chaînes de télévision et aussi des spots publicitaires. 
Mais c'est en 1995 que tous deux se lancent dans la réalisation de long métrage de fiction avec Institut Benjamenta ou This Dream People Call Human Life. Dix ans plus tard, L'Accordeur de tremblements de terre sera une libre adaptation du roman L'Invention de Morel d'Adolfo Bioy Casares dans laquelle évolue Amira Casar. Entre-temps, les Quay ont continué à travailler pour le théâtre, à participer à des expositions organisées par le British Museum et la Tate Modern et à réaliser des courts métrages dont In Absentia en 2000 sur une partition spécialement écrite par Karlheinz Stockhausen.
En 2021 le Collège de 'Pataphysique a élevé les frères Quay au rang de Défitineurs Suprêmes de l'Ordre de la Grande Gidouille. Ils ont également été élus en 2023 Satrapes du Collège.

## Filmographie

### Acteurs
- 1980 - The Falls, de Peter Greenaway

### Réalisateurs

#### Documentaires
- 1980 - Punch and Judy
- 1983 - Stravinsky - The Paris Years
- 1983 - Leoš Janáček: Intimate Excursions
- 1984 - Le cabinet de Jan Svankmajer (The Cabinet of Jan Švankmajer)

#### Clips
- 1986 - Sledge Hammer - animation de poulets et de fruits dançant pour le clip de Peter Gabriel
- 1991 - Stille Nacht II: Are We Still Married? - vidéo musicale pour le groupe His Name Is Alive
- 1992 - Long Way Down (Look What The Cat Drug In) - vidéo musicale pour Michael Penn
- 1993 - Stille Nacht IV: Can't Go Wrong Without You - vidéo musicale pour le groupe His Name Is Alive
- 1996? - Black Soul Choir - vidéo musicale pour le groupe 16 Horsepower

#### Longs métrages
- 1995 - Institut Benjamenta (Ou ce rêve qu'on appelle la vie humaine) (Institute Benjamenta, or This Dream People Call Human Life) avec Gottfried John, Alice Krige et Mark Rylance - d'après le roman de Robert Walser
- 2006 - L'Accordeur de tremblements de terre (The Piano Tuner of Earthquakes) avec Amira Casar, Gottfried John et Assumpta Serna - Mention spéciale au 58e Festival international du film de Locarno
- 2012 : Jack and Diane de Bradley Rust Gray (séquence animée)
- 2024 -  Sanatorium Under The Sign Of The Hourglass

#### Courts et moyens-métrages
- 1979 - Nocturna Artificialia
- 1980 - Punch and Judy
- 1981 - Ein Brudermord
- 1981 - The Eternal Day Of Michel de Ghelderode
- 1985 - This Unnameable Little Broom (or the Epic of Gilgamesh), ou Little Songs of the Chief Officer of Hunar Louse
- 1986 - La Rue des crocodiles (Street of Crocodiles) (animation)
- 1988 - Stille Nacht I: Dramolet
- 1988 - Répétitions pour des anatomies défuntes (Rehearsals for Extinct Anatomies) (animation)
- 1989 - Ex-Voto/The Pond
- 1990 - Le Peigne (The Comb) (animation)
- 1991 - De Artificiali Perspectiva, ou Anamorphosis
- 1991 - The Calligrapher
- 1992 - Stille Nacht III: Tales From Vienna Woods
- 2000 - In Absentia (animation)
- 2000 - The Sandman
- 2000 - Duet
- 2003 - The Phantom Museum: Random Forays Into the Vaults of Sir Henry Wellcome's Medical Collection

## Vidéos

### DVD
- 2000 - Courts métrages d'animation 1979-2003 des Frères Quay
  - DVD 1, films : Le Cabinet de Jan Svankmajer (1984), Cet innommable petit balai (1985), La Rue des crocodiles (1986), Répétitions pour des anatomies défuntes (1987), Stille Nacht I-IV (1988-93), Le Peigne (1990), Anamorphosis (1991), In Absentia (2000), Le Musée fantôme (2003)
  - DVD 2, post-scriptum : Film identitaire BFI Distribution (1991), Introduction des Frères Quay (2006), Nocturna Artificialia (1979), Le Calligraphe (1991), Le Sommet (1995), The Falls (extrait) (1980), Interview (2000)

- 2000 - The Brothers Quay Collection : Ten Astonishing Short Films 1984-1993
  - Acteurs : Feliks Stawinski, Joy Constaninides, Witold Scheybal
  - Réalisateurs : Stephen Quay, Timothy Quay, Keith Griffiths

- 2000 - Institute Benjamenta, ou ce rêve qu'on appelle la vie humaine
  - Acteurs : Mark Rylance, Alice Krige, Gottfried John, Daniel Smith (IX), Joseph Alessi
  - Réalisateurs : Stephen Quay, Timothy Quay

- 2007 - L'Accordeur de tremblements de terre
  - Acteurs : Amira Casar, Gottfried John, Assumpta Serna et Cesar Sarachu
  - Réalisateurs : Stephen Quay, Timothy Quay

### Blu-ray
- 2010 - Institute Benjamenta, or This Dream People Call Human Life

(Dvd + Blu-Ray - Import Uk)